# Ponta das Almas
 Coordenadas : minutos ou segundos > 60
A Ponta das Almas ou "Sítio Arqueológico Ponta das Almas" é um Parque na Lagoa da Conceição, na margem Oeste da Lagoa de Fora, considerado "Patrimônio Cultural Brasileiro". 
A Ponta das Almas se localiza no início do caminho para o Canto dos Araçás e para a Costa da Lagoa. 
Conforme os textos do Totem e da Placa informativa in locus: 
"Este sítio arqueológico faz parte do Patrimônio Cultural Brasileiro protegido pela Constituição e pela Lei Federal n°924/61. É caracterizado por vestígios de coletores do litoral catarinense. Entre os elementos marcadores do sítio pode ser observada uma grande quantidade de restos alimentares de peixes e moluscos, além de manchas pretas de fogueiras.";

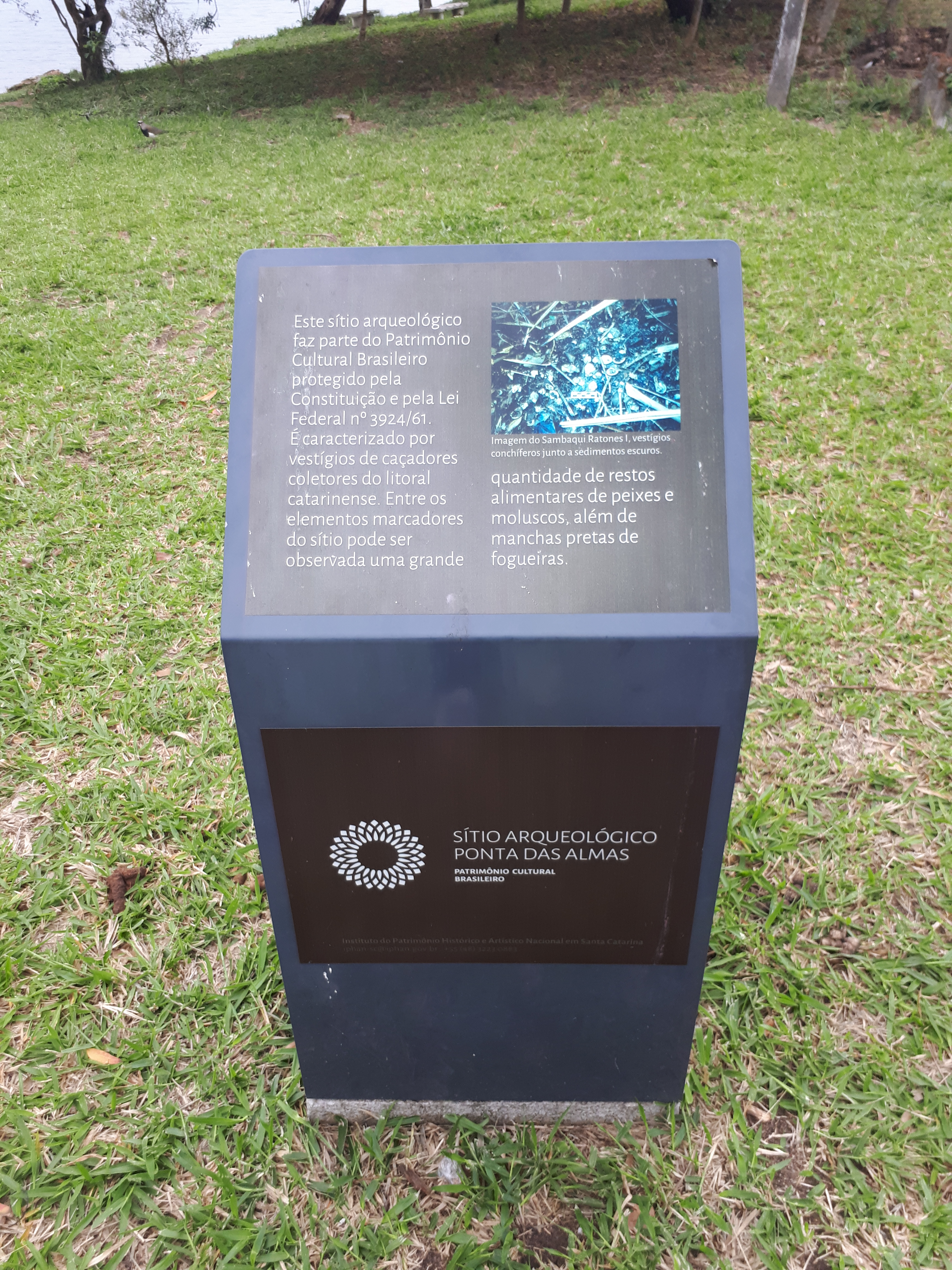
Totem de Informações na Ponta das Almas, Lagoa da Conceição

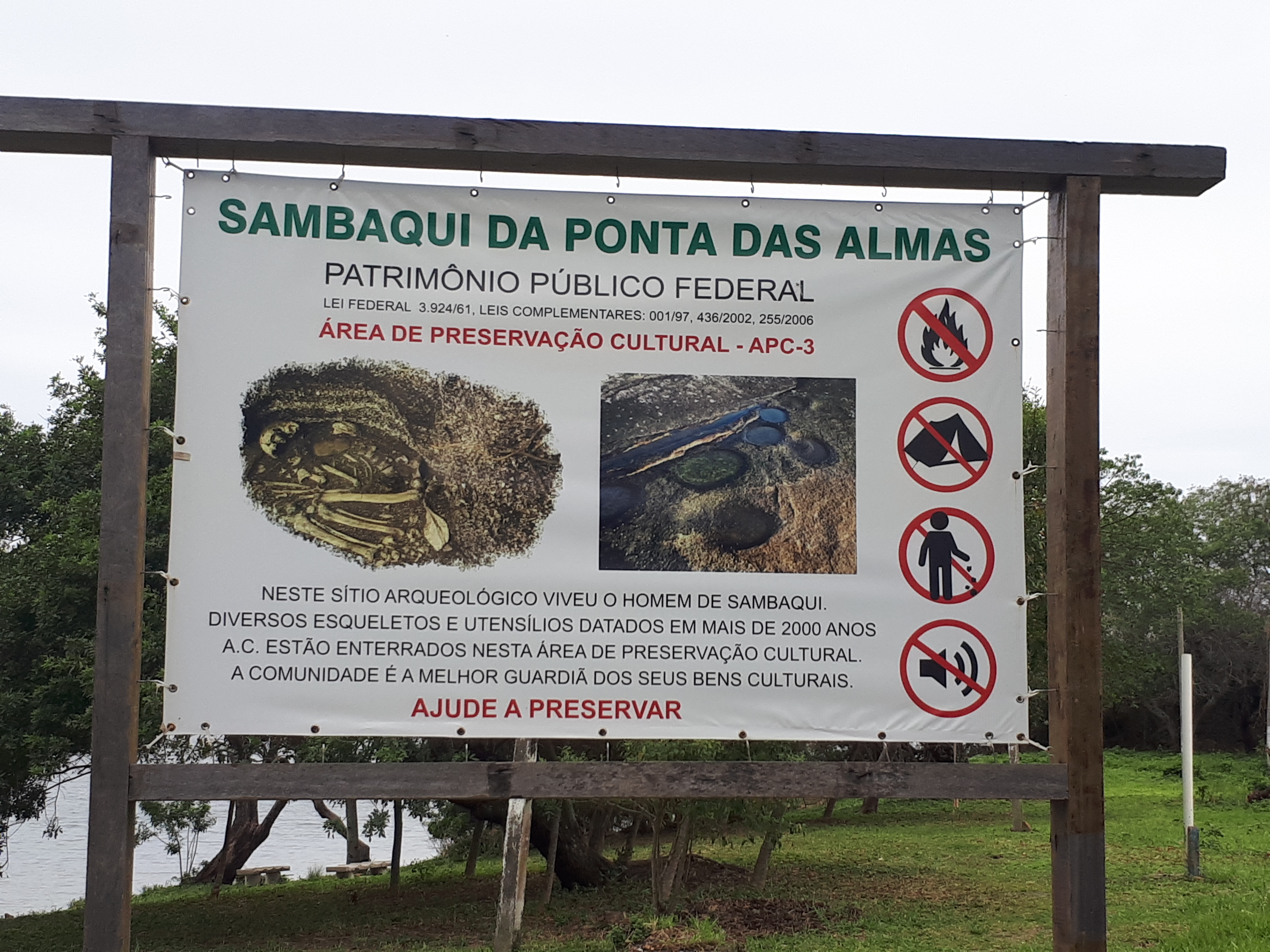
Placa Informativa na Ponta das Almas, Lagoa da Conceição

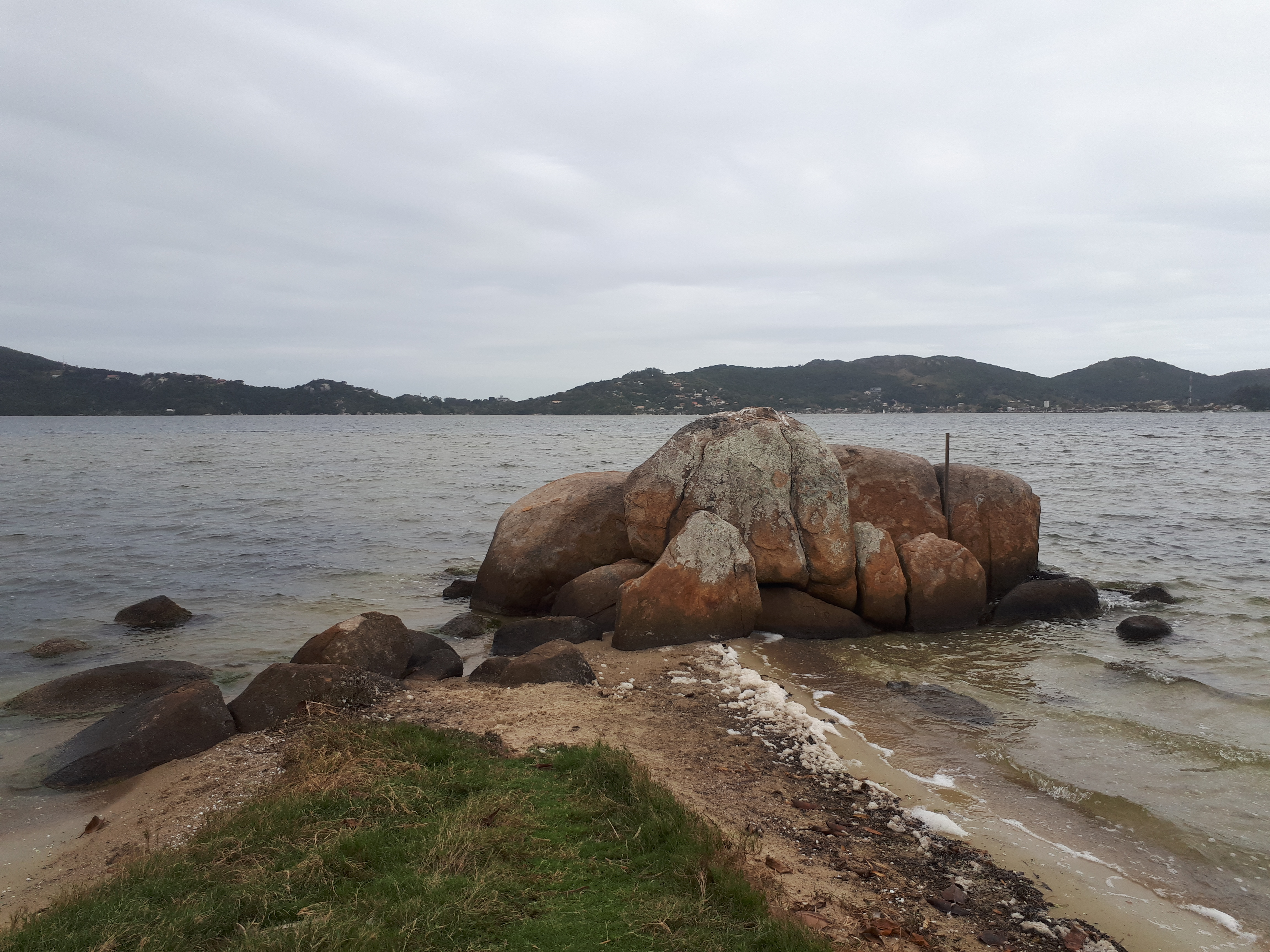
Sítio Arqueológico Ponta das Almas na Lagoa da Conceição9

https://commons.wikimedia.org/wiki/File:Ponta_das_Almas_20190921_160046.jpg
"Sambaqui da Ponta das Almas. Patrimônio Público Federal. Lei Federal 3924/61. Leis Complementares 001/97, 4362002, 255/2006. Área de Preservação Cultural APC-3.  Neste Sítio Arqueológico viveu o homem de sambaqui. Diversos esqueletos e utensílios datados em mais de 2.000 anos a.c. estão enterrados nesta área de preservação cultural. A comunidade é a melhor guardiã de seus bens culturais. Ajude a Preservar."
https://commons.wikimedia.org/wiki/File:Ponta_das_Almas_20190921_155914.jpg
Grupo de Rochas na porção Leste da Ponta das Almas: 
https://commons.wikimedia.org/wiki/File:Ponta_das_Almas_(Leste).jpg
Vista da entrada Norte do parque, para as Montanhas e Morros da Costa da Lagoa.

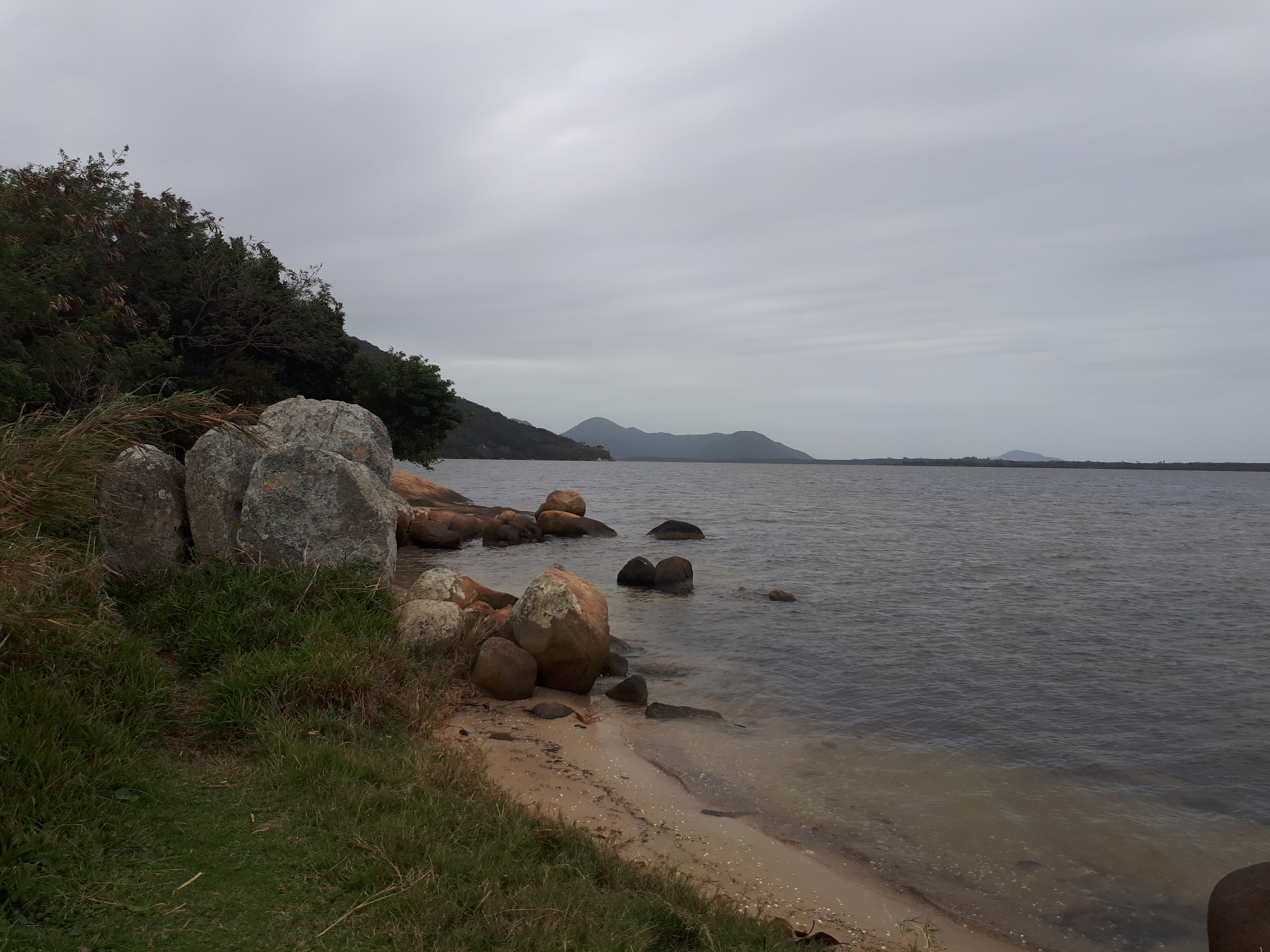
Sítio Arqueológico Ponta das Almas na Lagoa da Conceição9

https://commons.m.wikimedia.org/w/index.php?title=File:Ponta_das_Almas_20190921_154615.jpg&oldid=384740597